# Oscar Onley
Oscar Edgar Onley (ur. 22 października 2002 w Londynie) – brytyjski kolarz szosowy.

## Osiągnięcia
Opracowano na podstawie:

2021
- 3. miejsce w mistrzostwach Wielkiej Brytanii do lat 23 (jazda indywidualna na czas)

2022
- 1. miejsce w klasyfikacji punktowej Giro della Valle d’Aosta
  - 1. miejsce na 5. etapie
- 3. miejsce w CRO Race
  - 1. miejsce w klasyfikacji młodzieżowej

2023
- 1. miejsce w klasyfikacji młodzieżowej Volta ao Algarve
- 2. miejsce w Alpes Isère Tour

2024
- 4. miejsce w Tour Down Under
  - 1. miejsce na 5. etapie
- 3. miejsce w Gran Premio Miguel Indurain
- 2. miejsce w Tour of Britain
  - 1. miejsce w klasyfikacji młodzieżowej
- 2. miejsce w Tour of Guangxi

2025
- 4. miejsce w Tour Down Under
- 5. miejsce w UAE Tour
- 3. miejsce w Tour de Suisse
  - 1. miejsce na 5. etapie
- 4. miejsce w Tour de France

## Starty w Wielkich Tourach
| Grand Tour | 2023 | 2024 | 2025 |
| ---------- | ---- | ---- | ---- |
| Giro       | -    | -    | -    |
| Tour       | -    | 39.  | 4.   |
| Vuelta     | DNF  | -    |      |

## Rankingi
| Rok             | 2021  | 2022 | 2023 | 2024 |
| --------------- | ----- | ---- | ---- | ---- |
| World Ranking   | 1819. | 446. | 243. | 53.  |
| UCI Europe Tour | 1250. | 354. | -    | 44.  |
|                 |       |      |      |      |
| Źródło: UCI     |       |      |      |      |